# Херберт Дил
Херберт Герхард Дил (Хановер, 31. децембар 1908 — Нотхум, Дикирх 19. децембар 1944) бивши немачки атлетичар, олимпијац, чија је специјалност било такмичење у брзом ходању на 50 км.
Учесник је Олимпијских играра 1936. у Берлину. Такмичио се у брзом ходању на 50 км и завршио на 16. месту у времену 4:51:26,0. У истој дисциплини освојио је сребрну медаљу на 2. Европском првенству 1938. у Паризу 4:43:54,0 а био је и немачки првак те године. Каријеру му је прекинуо рат.
Учествовао је у Другом светском рату. Погинуо је као поручник у Арденској бици 19. децембра 1944 близу Нотхума у Луксембургу. Сахрањен је на војном гробљу Sandweiler у Луксембургу у такозваном „гробу другова“.